# Gelasma saturatior
Gelasma saturatior là một loài bướm đêm trong họ Geometridae.